# Валлиснерия
Валлисне́рия (лат. Vallisnéria) — род многолетних растений семейства Водокрасовые.

## Ботаническое описание
Валлиснерии — настоящие водные растения (гидрофиты), приспособленные к жизни в реках или озёрах.
Это растения с длинным тонким ползущим корневищем.
Стебли с розеткообразными листьями укрепляются в почве при помощи длинных побегов на некотором расстоянии от материнского растения. Листья ярко-зелёные или красноватые, целиком погружены в воду, в прикорневых розетках лентовидные линейные или ланцетные, реже при основании сердцевидные:295, мягкие, цельнокрайные или у верхушки по краю мелкопильчатые. Иногда стебель развитой ветвистый, а листья очерёдные, реже мутовчатые, снабжённые пазушными чешуйками:295. Имеются виды различных размеров, некоторые со спирально закрученными листьями (Валлиснерия спиральная (Vallisneria spiralis L.)). Жилкование параллельное. Длина листьев до 1 м, у большинства видов листья, достигая поверхности воды, стелются по ней и развеваются течением. По этому признаку валлиснерии можно отличить от стрелолистов. Стрелолисты на первый взгляд очень похожи на эти растения, однако их подводные листья никогда не стелются по поверхности.
Валлиснерии двудомны, на одних растениях появляются мужские цветки, на других — женские. Цветки мелкие, невзрачные, или же довольно крупные, с бросающимся в глаза околоцветником, большей частью выдаются над поверхностью воды; одиночные или собранные в полузонтики, прикрытые двумя сросшимися прицветными листьями, образующими однолистное покрывало; из одной пазухи листа выходит несколько соцветий. Околоцветник из двух кругов (наружного и внутреннего, иногда покрашенного лепестковидно в белый цвет):295. Способ опыления — гидрофильный. Валлиснерии крайне интересны биологией своего цветения. Пестичные цветки одиночные, выносятся на поверхность воды на длинных гибких цветоносах, с трубчатым чехлом (покрывалом) из сросшихся прицветников. После опыления цветонос спирально закручивается и втягивает опылённый цветок под воду, где и происходит дозревание плода. Тычиночные цветки (с двумя—тремя тычинками) собраны в колосовидных пучках, под плёнчатым покрывалом. После созревания они отрываются от растения, всплывают на поверхность воды и опыляют женские органы. Опыление происходит в результате прямого контакта тычинок плавающих мужских цветков с рыльцами пестичных цветков. Пестик образован из 2—15 сросшихся плодолистиков. Завязь нижняя, одногнёздная или ложно многогнёздная, цилиндрическая со многими семяпочками. Рылец столько же, сколько плодолистиков:295.
Кроме семенного размножения, валлиснерии очень быстро размножаются вегетативно. На побегах, стелющихся по поверхности грунта или заглубленных в его толщу, образуются почки, через некоторое время превращающиеся в крошечные дочерние растеньица, которые, в свою очередь, укоренившись в грунте, также выбрасывают отводки для формирования новых растений. Размножаясь таким способом, валлиснерии за короткое время на дне рек и озёр образуют богатые особями, но бедные видами густые заросли растений (подводные луга), прочно соединённые между собой побегами.

## Ареал и экология
Род объединяет только погруженные водные растения (гидрофиты).
Растение распространено в пресноводных водоёмах тропиков и субтропиков Западного и Восточного полушарий, некоторые виды продвинулись в зону умеренного климата.
В России (на Нижнем Дону и Нижней Волге, в Предкавказье и на Дальнем Востоке) произрастает один вид — Валлиснерия спиральная (Vallisneria spiralis L.).

## Валлиснерия в аквариумной культуре

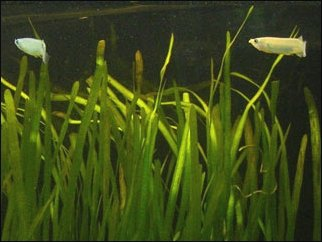
Nomorhamphus liemi среди листьев валлиснерии спиральной в аквариуме

### Использование
Валлиснерии издавна привлекали внимание аквариумистов. Они являются самыми популярными аквариумными растениями, прекрасно приспособленными к жизни в воде. Листья валлиснерии достигают 50—70 см в длину и очень красивы, особенно в высоких аквариумах-ширмах. Высаживают растения группой в питательный грунт на заднем и среднем планах, а также в углу аквариума.

### Условия содержания
Валлиснерии считаются неприхотливыми в содержании, выдерживающими довольно значительные колебания температуры, не предъявляют особых требований к химическому составу воды, хорошо растут как при естественном, так и искусственном освещении.
Освещение 0,5 Вт/л. Вода: 24—28 °C, dH до 15 °C, рН 6—7,5. (Р.Риель, Х.Бенш рекомендуют КН 5-12°).
Ярко-зелёные листья валлиснерии оригинальны, но порой аквариумистов не устраивает то, что густо заросший аквариум полностью затенен плавающими по воде верхними частями листьев. В таком случае необходимо уменьшить количество кустов, проредив заросли. Но ни в коем случае нельзя подрезать листья, что иногда делают начинающие аквариумисты. Валлиснерия достаточно живуча, но листья у мест среза пожелтеют и начнут загнивать.

Следует отметить ещё одну особенность этого растения: растение не любит избытка меди. Этот микроэлемент может попасть в аквариум с препаратами, убивающими водоросли (альгицидами) или моллюсков. Некоторые вещества, применяемые, например, для лечения оодиниоза, также содержат сернокислую медь, поэтому, если больных рыб лечили в аквариуме, где произрастала валлиснерия, она может погибнуть. Имеются сведения, что применение отечественного антибиотика «Бициллин-5» для лечения некоторых заболеваний рыб оказывает отрицательное влияние на состояние аквариумных растений, в частности на Barclaya longifolia, Cardamine lyrata, Vallisneria spiralis L.. Поэтому применять этот препарат надо с большой осторожностью и, конечно, не использовать его для дезинфекции вновь приобретенных растений. Растение погибает также от присутствия в воде окиси железа (ржавчины), что необходимо учитывать владельцам каркасного аквариума со стальными уголками.

### Размножение
Размножают валлиснерию отводками, образовавшимися на ползучем побеге. В благоприятных условиях одно растение валлиснерии может дать за год до 50 новых кустиков. Поскольку валлиснерии быстро размножаются вегетативно, в аквариумной культуре каждый из видов представлен в основном растениями одного пола.

## Хозяйственное использование
В Пермском государственном техническом университете проводились экспериментальные исследования, которые подтвердили возможность использования высших водных растений в процессе биологической очистки городских сточных вод для снижения содержания в них солей азота и фосфора. Установлено, что в результате использования в третичном отстойнике очистных устройств растения Vallisneria spiralis L. при плотности биомассы 7 г/дм³, времени контакта 240 минут и расходе стоков 6 м³/сут на 1 м³ сооружений максимальная эффективность удаления из стоков составляет: азота аммонийного — 66 %, азота нитратов — 34 %, азота нитритов — 27,0 %, фосфатов — 41,0 %.

## Систематика
Род описан в 1753 году К. Линнеем и назван честь итальянского ботаника Антонио Валлиснери (1661—1730).
В 1982 году род подвергся ревизии Р. Лоуденом, в результате чего в нём осталось лишь три вида:
- Vallisneria americana Michx. — Валлиснерия американская. В литературе все ссылки на Vallisneria spiralis f. tortifolia относятся к этому виду. Синонимы: Vallisneria spiralis f. americana, Vallisneria asiatica, Vallisneria gigantea, Vallisneria neotropicalis, Vallisneria biwaensis, Vallisneria natans.
- Vallisneria nana R.Br. — Валлиснерия карликовая. Синоним Vallisneria gracilis.
- Vallisneria spiralis L. — Валлиснерия спиральная.

В 2008 году Д. Лес и другие заново пересмотрели систематику валлиснерии, включив несколько новых видов.
По информации базы данных The Plant List, род включает 14 видов:
- Vallisneria americana Michx. (1803) — Валлиснерия американская
- Vallisneria anhuiensis X.S.Shen (2001) — Валлиснерия аньхойская
- Vallisneria annua S.W.L.Jacobs & K.A.Frank (1997)
- Vallisneria australis S.W.L.Jacobs & Les (2008) — Валлиснерия южная
- Vallisneria caulescens F.M.Bailey & F.Muell. (1888)
- Vallisneria densiserrulata (Makino) Makino
- Vallisneria erecta S.W.L.Jacobs (2008)
- Vallisneria longipedunculata X.S.Shen (2000)
- Vallisneria nana R.Br. (1810)
- Vallisneria natans (Lour.) H.Hara (1974) — Валлиснерия плавающая
- Vallisneria rubra (Rendle) Les & S.W.L.Jacobs (2008) — Валлиснерия красная
- Vallisneria spinulosa S.Z.Yan (1982)
- Vallisneria spiralis L. (1753) typus[10] — Валлиснерия спиральная
- Vallisneria triptera S.W.L.Jacobs & K.A.Frank (1997) — Валлиснерия трёхкрылая